# 鍾英 (光緒進士)
鍾英 (1850年—？)，字傑臣，号靈川，乌雅氏，福州驻防滿洲正黃旗人，清朝政治人物、同進士出身。
光緒三年（1877年），参加丁丑科殿試，登進士三甲第70名。同年五月，分部學習。